# Heptaminol
A heptaminol szívizomserkentő és értágító gyógyszer. Enyhíti a hörgőgörcsöt. Az ortosztatikus hipotónia (gyors felülés/felállás okozta hirtelen vérnyomásesés) leggyakoribb gyógyszere. Működésmódja nem világos. Egyes vélemények szerint a kalcium-anyagcserére vagy a katekolamin-kiválasztásra hat.
Gátolja az izom- és idegfáradságot mind állatokban, mind az emberben. Tiltott doppingszer. A 2008-as Tour de France kerékpárversenyen e szer használata miatt tiltották el a kazah Dmitrij Fofonovot. 2013-ban Sylvain Georgesnál mutatták ki a szert.

## Fordítás
Ez a szócikk részben vagy egészben  a   Heptaminol című angol Wikipédia-szócikk fordításán alapul.  Az eredeti cikk szerkesztőit annak laptörténete sorolja fel. Ez a jelzés csupán a megfogalmazás eredetét és a szerzői jogokat jelzi, nem szolgál a cikkben szereplő információk forrásmegjelöléseként.

## Külső hivatkozások
1. ↑  www.wrongdiagnosis.com
2. ↑  British Journal of Pharmacology